# Parafia Zwiastowania Pańskiego w Ropicy
Parafia Zwiastowania Pańskiego w Ropicy – parafia rzymskokatolicka znajdująca się w Ropicy w kraju morawsko-śląskim w Czechach. Należy do dekanatu Frydek diecezji ostrawsko-opawskiej.
Msze prowadzone są również w języku polskim dla polskiej mniejszości.

## Historia
Parafia powstała w XIV lub w pierwszej połowie XV wieku. Została wymieniona w spisie świętopietrza sporządzonym przez archidiakona opolskiego Mikołaja Wolffa w 1447 roku pośród innych parafii archiprezbiteratu (dekanatu) w Cieszynie pod nazwą Ropicza. Na podstawie wysokości opłaty w owym sprawozdaniu liczbę ówczesnych parafian (we wszystkich podległych wioskach) oszacowano na 90.
W okresie Reformacji kościół został przejęty przez ewangelików. 23 marca 1654 roku został im odebrany przez specjalną komisję. W tym roku na nowo utworzono parafię katolicką, jako jedną z 13 pomniejszonego dekanatu w Cieszynie. Według wizytacji biskupich pierwotne wezwanie było św. Katarzyny Dziewicy i Męczennicy a językiem kazań był język polski.
Po wojnach śląskich i oddzieleniu granicą od diecezjalnego Wrocławia, będącego w odtąd w Królestwie Prus, do zarządzania pozostałymi w Monarchii Habsburgów parafiami powołano w 1770 roku Wikariat generalny austriackiej części diecezji wrocławskiej. W 1810 roku Ropicę urządzono jako lokalię dekanatu jabłonkowskiego. Po I wojnie światowej i polsko-czechosłowackim konflikcie granicznym Ropica znalazła się w granicach Czechosłowacji, wciąż jednak podległa była diecezji wrocławskiej, pod zarządem specjalnie do tego powołanej instytucji zwanej: Knížebiskupský komisariát niský a těšínský. Kiedy Polska dokonała aneksji tzw. Zaolzia w październiku 1938 roku parafię jako jedną z 29 włączono do diecezji katowickiej, a 1 stycznia 1940 roku z powrotem do diecezji wrocławskiej. W 1947 roku obszar ten wyjęto ostatecznie spod władzy biskupów wrocławskich i utworzono Apostolską Administraturę w Czeskim Cieszynie, podległą Watykanowi. W 1978 roku obszar Administratury podporządkowany został archidiecezji ołomunieckiej. W 1996 wydzielono z archidiecezji ołomunieckiej nową diecezję ostrawsko-opawską.